# Giovanni Augustoni
Giovanni Augustoni OESA (* 13. September 1770 in Gabbio, Diözese Como; † 23. März 1839 in Rom) war ein italienischer Kurienbischof.

## Leben
Er trat in den Orden der Augustinereremiten ein und empfing am 14. Juli 1793 die Priesterweihe. Nachdem er am 4. Mai 1805 den Magistergrad in Theologie erworben hatte, nahm er die Aufgabe des Regens in den Augustinerkonventen in Fermo, Florenz und Rom wahr. Am 18. August 1827 ernannte Papst Pius VIII. ihn zum Sakristan Seiner Heiligkeit und am 28. September desselben Jahres zum Titularbischof von Porphyreon. Die Bischofsweihe spendete ihm am 4. Oktober 1829 Kardinal Giacinto Placido Zurla OSB; Mitkonsekratoren waren die Kurienerzbischöfe Albertino Bellenghi OSB und Costantino Patrizi Naro.